# Kassemisme
Le Kassemisme,  (arabe : التيار القاسمي, romanisé:  at-Tayyār al-Qāsimī) est une idéologie nationaliste irakienne basée sur les pensées et les politiques d'Abdel Karim Kassem, qui a gouverné l'Irak de 1958 à 1963.

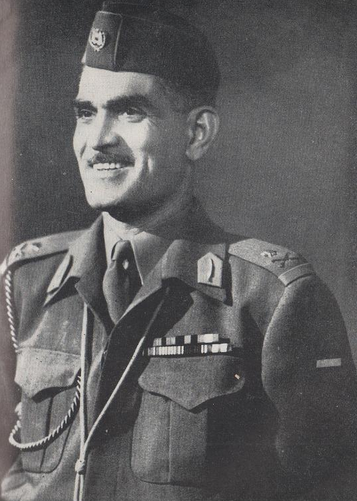
Abdel Karim Kassem

## Idéologie
Le qasimisme s'oppose au Panarabisme, au Paniranisme, au Panturquisme, au Touranisme au Pankurdisme et à toute idéologie qui affecte l'unité du peuple irakien et prend des terres à l'Irak. La principale politique du Qasimisme est le nationalisme irakien, qui est l'unité et l'égalité de toutes les ethnies en Irak, y compris les arabes, les kurdes, les turkmènes, les assyriens, les arméniens, les yézidis et les mandéens. Abdel Karim Kassem a eu de nombreux conflits contre les baasistes, les panarabistes et les nationalistes kurdes. Dans l'idéologie Kassemisme, l'Irak est mis au premier plan. Le Kassemisme considère également l'ancienne IrakLes identités mésopotamiennes (sumériennes, akkadiennes, babyloniennes, assyriennes anciennes) constituent le noyau de l'Irak et de son peuple, et cherchent à les préserver. Le Kassemisme est une idéologie laïque qui fait passer le fait d'être irakien avant toute religion,,.
Le Kassemisme a également une certaine influence irrédentiste en raison d'Abdel Karim Kassem et de nombreux Kassemistes qui souhaitent que le Koweït et la province du Khouzestan fassent partie de l'Irak. En fait, ce sont les Kassemistes qui ont créé la croyance que le Koweït et le Khouzistan étaient des terres irakiennes légitimes,,, une croyance qui avait également influencé Saddam Hussein, qui l'a encore popularisée, a rendu public que c'était son objectif et en a fait son motif pour l'invasion irakienne du Koweït et la guerre Iran-Irak. Kassem avait également préconisé l'annexion irakienne des zones kurdes en dehors de l'Irak, et l'avait même recommandée aux Kurdes iraniens. Après qu'Kassem ait proféré des menaces répétitives pour annexer le Koweït, les Britanniques ont lancé l'opération Vantage pour dissuader l'Irak de faire des revendications contre le Koweït.
La nationalisation et le populisme sont davantage des politiques de Kassemisme. Abdel Karim Kassem est celui qui a renversé le Royaume d'Irak, qui a été établi par les Britanniques, et il est devenu celui qui a établi la domination irakienne sur l'Irak. Sous Abdel Karim Kassem, 99% des terres des compagnies pétrolières britanniques ont été prises et distribuées à la population civile irakienne.
Le Kassemisme cherche à ce que les femmes participent davantage à la société et jouent un rôle plus important dans le développement de l'Irak. Cela a été encouragé par Abdel Karim Kassem lui-même qui a réécrit la constitution irakienne pour garantir davantage de droits aux femmes. Sous la domination Kassemiste, l'Irak a nommé sa première femme ministre, Naziha al-Dulaimi, qui était en fait la première femme dans tout le monde arabe à occuper un rôle important. Elle a inspiré la loi sur les affaires civiles de 1959, qui a augmenté les avantages des femmes dans les mariages et les lois sur l'héritage.

## Voir également
- Bourguibisme
- Nassérisme
- Kémalisme